# Rohrpost in München

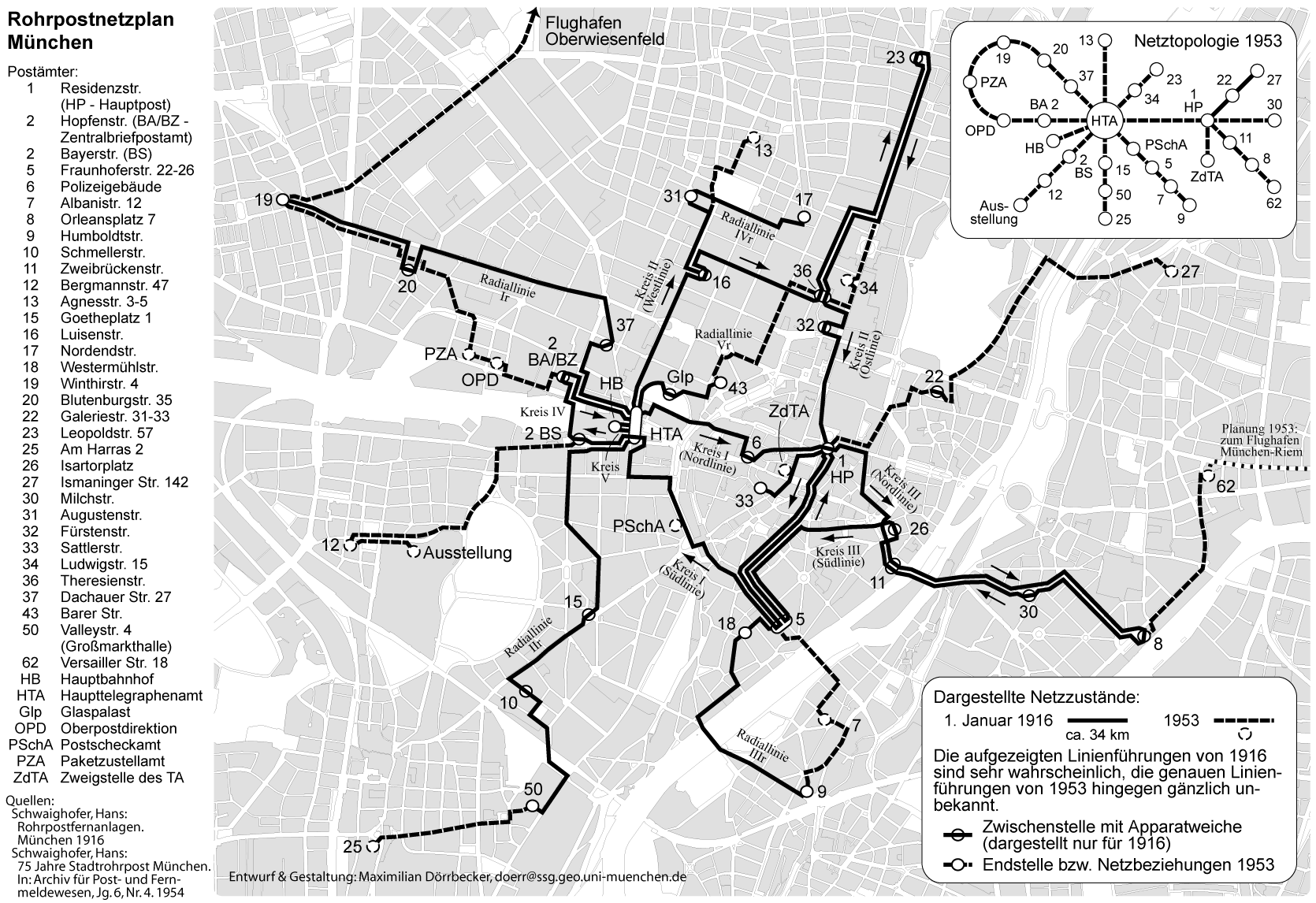
Rohrpostnetzplan München

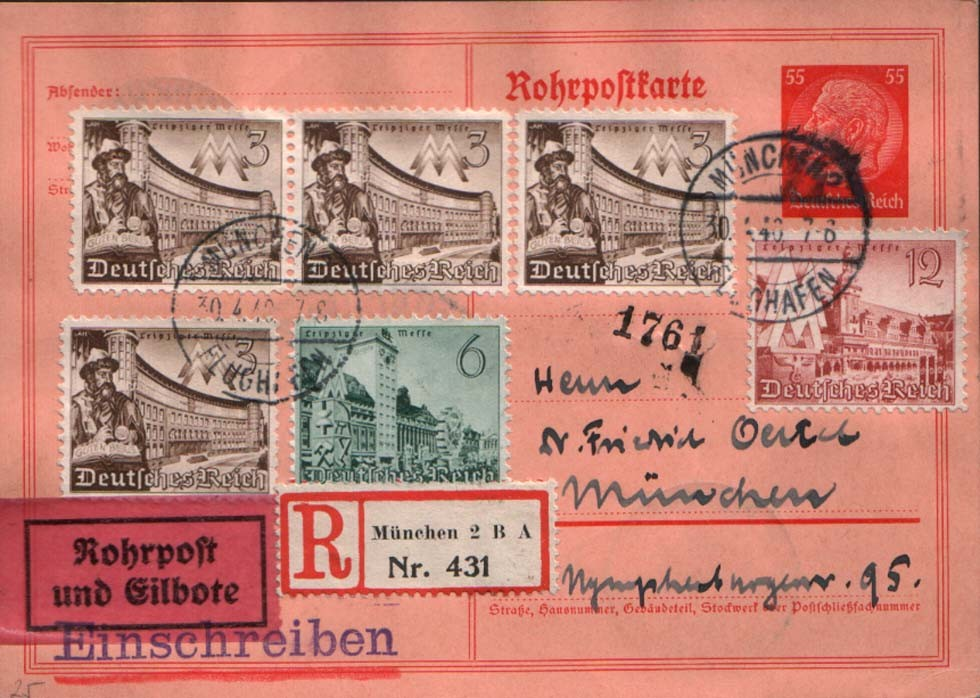
Einschreib-Eilboten-Rohrpostkarte, 1940 mit der Münchener Rohrpost versandt

Das Rohrpostnetz in München wurde nach Verzögerungen durch den Ersten Weltkrieg am 1. Juli (nach anderen Quellen: 1. August) 1922 für den allgemeinen Betrieb eröffnet. In München waren Briefe bis zu einem Höchstgewicht von 100 g und einem Maximalmaß von 20 × 14 cm zugelassen. Die Briefe mussten auf einen Durchmesser von 4 cm rollbar sein.
Einzelne Rohrpostlinien bestanden jedoch schon erheblich früher. Bereits am 1. April 1877 war eine Anlage in Betrieb gegangen, die die Telegrafen-Zentralstation im Telegrafengebäude am Bahnhofsplatz, die Börse und das Hauptpostamt in der Maximilianstraße miteinander verband. Bis zum Ende des Ersten Weltkriegs umfasste das Rohrpostnetz ungefähr 34 km.
Wie in den meisten anderen Städten mit Rohrpostverbindungen entstand auch das Münchener Rohrpostnetz zunächst, um die anschwellende Flut von Telegrammen zu bewältigen, die nicht mehr alle über innerstädtische Telegraphenleitungen weitergeleitet werden konnten. Früheste Bearbeitungsvermerke von Telegrammen in München, die auf eine Rohrpostbeförderung hinweisen, finden sich seit ca. 1875 in Form von Numeratorstempeln, die auf der Anschriftseite der Telegramme abgeschlagen wurden. Solche Numeratorstempel wurden von der Münchener Rohrpost bis zu ihrer Schließung in den 1960er Jahren verwendet. Abgebildet ist eine Rohrpostganzsachenkarte mit dem Wertstempel 55 Rpf Hindenburg-Medaillon, die im Jahre 1940 als Rohrpost-Einschreiben-Eilboten-Ortspostkarte verwendet wurde.

## Inflationszeit
Seit dem 1. August 1927 war für Rohrpostsendungen neben dem tarifmäßigen Porto ein Zuschlag von 10 Pf. und eine Eilzustellgebühr, angegeben als Gesamtgebühr, zu erheben. Seit dem 22. August 1933 konnten gewöhnliche Briefsendungen für einen Zuschlag von 10 Pf mit der Rohrpost in Berlin oder München befördert werden, um den Anschluss an eine Bahnpost zu erreichen. Am 15. Juli 1938 wurden Rohrpostsendungen in die Postordnung aufgenommen. Grund dafür war die „Verordnung zur Änderung und Ergänzung der Postordnung vom 27. Februar 1934“. Gleichzeitig wurde die Rohrpostordnung vom 30. Mai 1923 aufgehoben. Der Absatz V befasst sich mit der Gebühr: „V. Für Rohrpostsendungen wird neben den sonstigen Gebühren ein Rohrpostzuschlag erhoben. Soll die Sendung dem Empfänger durch Eilboten zugestellt werden, so ist auch die Eilzustellgebühr (§ 24) zu entrichten.“

## Nachkriegszeit
Die Amtsblätter berichten von der Wiederaufnahme in München am 1. April 1953 und der, zunächst versuchsweisen, Aufnahme am 19. Mai 1953 in Berlin. Der Rohrpostzuschlag war mit 15 Pf. angegeben. Nach einer Verordnung vom 22. Juni 1954 durften Massendrucksachen nicht mehr durch die Rohrpost befördert werden. In der Postordnung vom 1. März 1963 war die Sendungsart „Rohrpostsendungen“ nicht mehr enthalten.

## Kennzeichnung von Rohrpostsendungen

### Farben
Die charakteristische Farbe von Rohrpostsendungen in Berlin und München ist die Farbe Rosa. Die Postkarten und Umschläge, welche die Deutsche Reichspost seit 1876 für die Beförderung per Rohrpost herausgab, waren in dieser Farbe gehalten. Erst seit den 1920er Jahren wich man von diesem Farbmuster ab und beließ es bei der Beschriftung der Sendungen mit den Worten Rohrpostkarte, Rohrpostbrief oder per Rohrpost.

### Farbige Markierungen
Die Sendungen wurden seit Beginn des Rohrpostbetriebes meistens durch handschriftlich angebrachte Ziffern und Abkürzungen gekennzeichnet, welche die Bestimmungspostämter der Sendungen sowie ggf. die Leitwege angaben. Diese waren zunächst in der Farbe Blau, später dann in der Farbe Rot gehalten. Der Postschnelldienst in Berlin verwendete die Farbe Grün für handschriftliche Kennzeichnungen der Sendungen.

### Klebezettel für Berlin, München sowie Wien

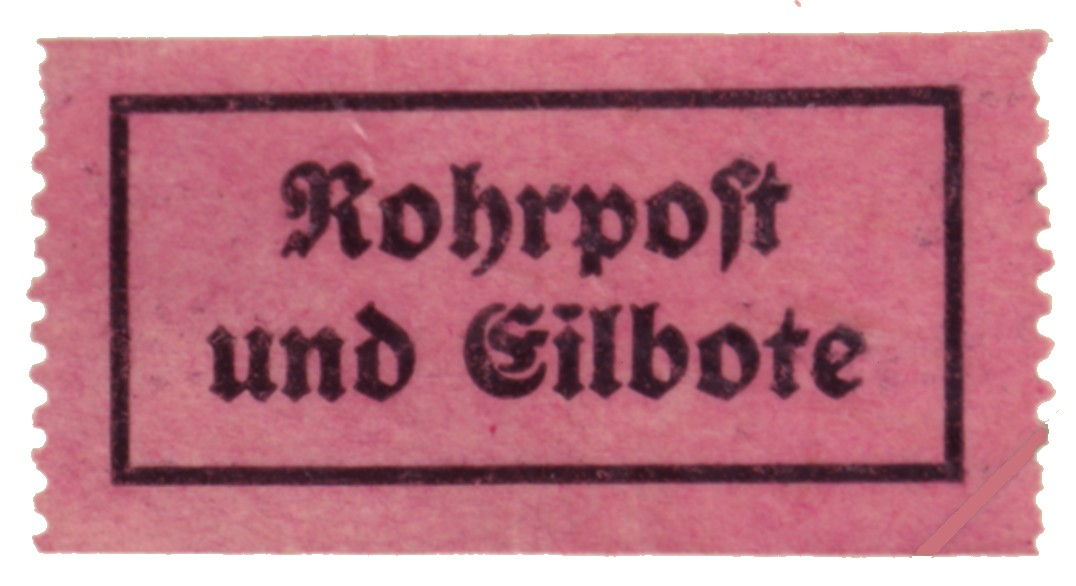
Seit 1936 eingesetzter Aufkleber zur Kennzeichnung von Rohrpostsendungen in Berlin und München sowie ggf. Wien, die zusätzlich per Eilboten zuzustellen waren.

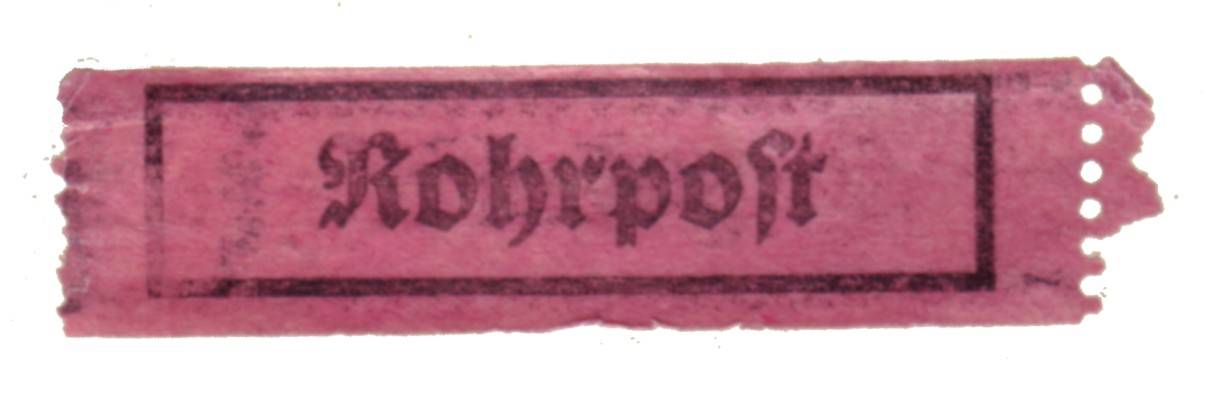
Seit 1936 eingesetzter Aufkleber zur Kennzeichnung von Rohrpostsendungen in Berlin und München sowie ggf. Wien.

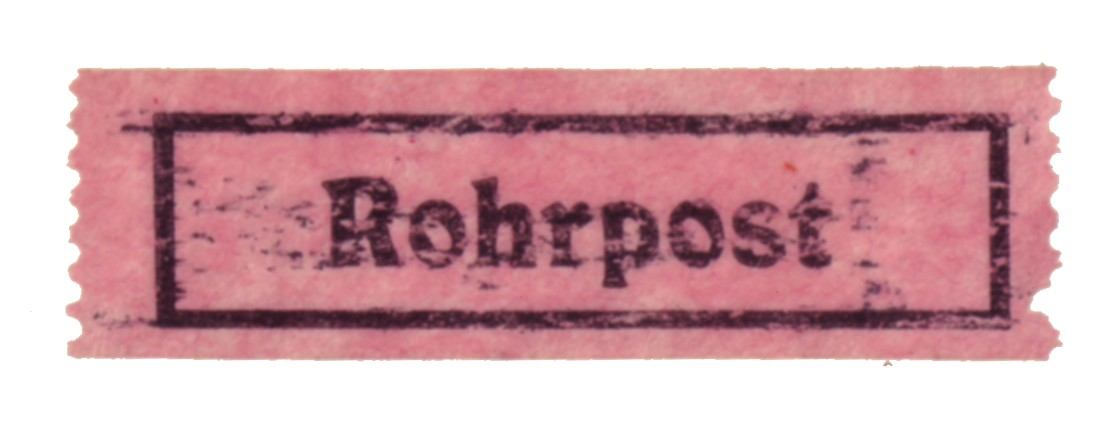
In einer Antiqua gesetzter Aufkleber zur Kennzeichnung von Rohrpostsendungen in Berlin und München bis zur Aufhebung der Rohrpost.

Am 9. April 1936 wurde ein besonderer, in der Farbe Scharlach bis Rosa gehaltener Aufkleber aus transparentem Pergaminpapier mit der Inschrift Rohrpost / und Eilbote sowie ein weiterer aus gleichem Material mit der Inschrift Rohrpost zur Kennzeichnung der Sendungen ausgegeben. Zur gleichen Zeit kehrte man wieder zur Herausgabe von Rohrpostkarten in der Farbe Lachs bis Rosa mit rotem Wertstempel zurück.
Die deutschen Rohrpostkleber in der Zeichnung von 1936 wurden übrigens auch im Bereich der Rohrpost in Wien nach 1945 weiterverwendet, die dort auch nach dem Krieg noch über ausreichende Mengen entsprechender Kennzeichnungszettel verfügte. Es ist nicht bekannt, ob diese Kleber auch in Postämtern außerhalb Berlins und Münchens sowie Wiens vorrätig waren. Seit dem Jahre 1940 wurde wohl aus kommunikationsstrategischen Gründen während des Krieges die Vermutung lanciert, dass die hier verwendete Schwabacher Schrift (bisher immer als „die deutsche Schrift“ mit erheblichem ideologischen Wert aufgefasst) im 18. Jahrhundert von einem Schriftschneider jüdischer Herkunft (daher „Judenschwabacher“ oder „Schwabacher Judenschrift“) erfunden worden sei. (Tatsächlich stammte die Schwabacher aus dem 15. Jahrhundert.) Daher verbot Hitler im sogenannten „Schrifterlaß“ am 3. Januar 1941 die Verwendung dieser Schrift vor allem auf Dokumenten staatlichen Charakters. Der Grund: In den okkupierten Territorien konnten die Menschen die in Schwabacher gesetzten und gedruckten Befehle nicht lesen. Da Hitler schon früh auf Parteitagsreden gegen die Fraktur/Schwabacher polemisiert hatte und immer die Antiqua wegen ihrer besseren Lesbarkeit und daher propagandistischen Wirksamkeit bevorzugte, wurden jetzt trotz der prekären Kriegslage neue Kleber in einer Antiquaschrift gedruckt, die aber kaum noch zum Einsatz kamen. Noch im März 1945 waren in großen Postämtern Berlins entsprechende Klebezettel mit Schwabacher Schrift vorrätig.

## Post-U-Bahn München
Die Rohrpost steht in keiner direkten Beziehung zur Post-U-Bahn München mit der zwischen 1910 und 1988 die Bahnpost vom Münchner Hauptbahnhof zum Bahnpostamt in der Hopfenstraße befördert wurde. Alle Stationen der U-Bahn waren aber auch an die Rohrpost angebunden.